# Sturmiopsoidea obscura
Sturmiopsoidea obscura là một loài ruồi trong họ Tachinidae.